# Finale Hokejske lige Erste Bank 2009
Finale Hokejske lige Erste Bank 2009 je določilo prejemnika nazivov Avstrijski prvak v hokeju na ledu in Prvak Hokejske lige Erste Bank in zmagovalca Avstrijske hokejske lige 2008/09. Kot vrhunec končnice je EC KAC premagal EC Red Bull Salzburg s štirimi zmagami proti trem.
To je bil tretji zaporedni nastop EC Red Bull Salzburga v finalu, s katerim bi si lahko priboril svoj tretji zaporedni naslov. EC KAC na drugi strani se je boril za svoj 29. naslov, prvega po sezoni 2003/04.
Finale je v živo spremljala avstrijska podružnica nemške televizijske hiše Premiere - Premiere Austria.

## Serija

### Prva tekma
| 22. marec | EC KAC |  | 5 – 4 | OT | EC Red Bull Salzburg | Stadthalle, Celovec | Poročilo |  |

- Prva tretjina:
  - Zadetki: (1) KAC: Paul Schellander (Thomas Hundertpfund, Raphael Herburger) 02:16; (2) KAC: Gregor Hager (Andrew Schneider, Jeff Tory) PP1 14:53; (1) Salzburg: Thomas Koch (Jeremy Rebek, Oskars Cibulskis) 15:09
  - Kazni: Michael Craig, KAC (Checking to the head and neck Area, 2 + 10) 03:31; Kirk Furey, KAC (Zaustavljanje ob ogradi) 09:30; Fabian Ecker, Salzburg (Preveč igralcev na ledu) 13:18; Ryan McDonough, Salzburg (Držanje) 16:22; Johannes Kirisits, KAC (Spotikanje) 18:49

- Druga tretjina:
  - Zadetki: (3) KAC: Michael Craig (Andrew Schneider, Herbert Ratz) PP2 26:34
  - Kazni: Manuel Latusa, Salzburg (Spotikanje) 24:46; Matthias Trattnig, Salzburg (Nepravilno oviranje) 25:36; Gregor Hager, KAC (Grobost) 34:44; Daniel Welser, Salzburg (Nalet s palico) 34:44

- Tretja tretjina:
  - Zadetki: (2) Salzburg: John Hughes (Adrian Foster) PP1 42:04; (3) Salzburg: Ryan McDonough (Manuel Latusa, Lee Sweatt) 42:34; (4) KAC: Gregor Hager (Andrew Schneider, Michael Craig) PP1 53:08; (4) Salzburg: Martin Mairitsch (Manuel Latusa) 57:52
  - Kazni: Mike Pellegrims, KAC (Nalet s palico) 40:49; John Hughes, Salzburg (Zadrževanje s palico) 46:55; Gregor Hager, KAC (Udarec s komolcem) 47:57; Kirk Furey, KAC (Grobost, 2 + 10) 48:23; Thomas Koch, Salzburg (Držanje) 52:49; Jeremy Rebek, Salzburg (Nepravilno oviranje) 55:27; Gregor Hager, KAC (Udarec s palico) 55:27; Manuel Latusa, Salzburg (Nepravilno oviranje) 59:44

- Prvi podaljšek:
  - Zadetki: (5) KAC: Michael Craig (Jeff Tory, Andrew Schneider) PP1 61:09
  - Kazni:

- Vratarska statistika:
  - Travis Scott - 40 obramb / 44 strelov; 90,9 %
  - Jordan Parise - 23 obramb / 28 strelov; 82,1 %

- Streli po tretjinah:

| Moštvo   | 1. | 2. | 3. | 1. OT | Skupno |
| -------- | -- | -- | -- | ----- | ------ |
| KAC      | 9  | 10 | 7  | 2     | 28     |
| Salzburg | 13 | 16 | 15 | 0     | 44     |

### Druga tekma
| 24. marec | EC Red Bull Salzburg |  | 7 – 2 |  | EC KAC | Eisarena, Salzburg | Poročilo |  |

- Prva tretjina:
  - Zadetki: (1) Salzburg: Stephane Julien (Philipp Pinter) 04:34; (2) Salzburg: Jeremy Rebek (Mario Scalzo) PP1 16:33
  - Kazni: Lee Sweatt, Salzburg (Napad s telesom) 06:22; Johannes Reichel, KAC (Nepravilno oviranje) 09:43; Thomas Koch, Salzburg (Zadrževanje s palico) 12:24; Kirk Furey, KAC (Zadrževanje s palico) 16:11; David Schuller, KAC (Visoka palica) 16:53

- Druga tretjina:
  - Zadetki: (3) Salzburg: Adrian Foster (Jeremy Rebek) 21:30; (1) KAC: Thomas Hundertpfund (Markus Pirmann, Warren Norris) 23:00; (4) Salzburg: Mario Scalzo (Jeremy Rebek, Thomas Koch) PP2 35:26; (5) Salzburg: Mario Scalzo (John Hughes, Adrian Foster) 38:10
  - Kazni: Adrian Foster, Salzburg (Spotikanje) 26:39; Andrew Schneider, KAC (Držanje) 28:11; Gregor Hager, KAC (Udarec s palico) 33:27; Sean Brown, KAC (Zadrževanje s palico) 34:39

- Tretja tretjina:
  - Zadetki: (2) KAC: David Schuller (Stefan Geier, Manuel Geier) 43:39; (6) Salzburg: Martin Ulmer (Alexander Feichtner, Wilhelm Lanz) 55:07; (7) Salzburg: Stephane Julien (Thomas Koch, Matthias Trattnig) PP1 57:43
  - Kazni: Christoph Harand, KAC (Zaustavljanje ob ogradi) 44:18; Herbert Ratz, KAC (Grobost) 47:59; John Hughes, Salzburg (Zadrževanje s palico) 52:53; Adrian Foster, Salzburg (Napad s telesom) 56:14; Kirk Furey, KAC (Grobost) 56:14; Manuel Geier, KAC (Udarec s kolenom) 56:58; David Schuller, KAC (Udarec s palico) 59:05

- Vratarska statistika:
  - Jordan Parise - 22 obramb / 24 strelov; 91,6 %
  - Travis Scott - 20 obramb / 25 strelov; 80,0 %
  - René Swette - 10 obramb / 12 strelov; 83,3 %

- Streli po tretjinah:

| Moštvo   | 1. | 2. | 3. | Skupno |
| -------- | -- | -- | -- | ------ |
| Salzburg | 14 | 11 | 12 | 37     |
| KAC      | 9  | 10 | 5  | 24     |

### Tretja tekma
| 26. marec | EC KAC |  | 3 – 6 |  | EC Red Bull Salzburg | Stadthalle, Celovec | Poročilo |  |

- Prva tretjina:
  - Zadetki: (1) Salzburg: Manuel Latusa (Lee Sweatt, Adrian Foster) 12:01
  - Kazni: Michael Craig, KAC (Udarec s komolcem) 00:43; Jeremy Rebek, Salzburg (Spotikanje) 00:43; Raphael Herburger, KAC (Spotikanje) 03:16; Martin Ulmer, Salzburg (Preveč igralcev na ledu) 04:08; Raphael Herburger, KAC (Udarec s palico) 08:47; Mike Siklenka, Salzburg (Napad s telesom) 13:09; Michael Craig, KAC (Udarec s palico) 14:27; Darryl Bootland, Salzburg (Grobost) 14:27; Wilhelm Lanz, Salzburg (Zadrževanje s palico) 15:57; Adrian Foster, Salzburg (Nepravilno oviranje) 19:19

- Druga tretjina:
  - Zadetki: (2) Salzburg: John Hughes (Thomas Koch) 25:42; (3) Salzburg: John Hughes (Oskars Cibulskis) SH1 28:12; (1) KAC: Gregor Hager (Jeff Tory, Michael Craig) PP1 34:25; (4) Salzburg: Mario Scalzo (Jeremy Rebek) 35:55; (2) KAC: Stefan Geier (Jeff Tory) 39:00
  - Kazni: Manuel Geier, KAC (Visoka palica) 25:42; Martin Ulmer, Salzburg (Držanje) 26:45; Adrian Foster, Salzburg (Visoka palica) 30:13; Jeremy Rebek, Salzburg (Visoka palica) 33:07; Herbert Ratz, KAC (Nepravilno oviranje) 33:35; Thomas Koch, Salzburg (Držanje) 34:10; Kirk Furey, KAC (Udarec s palico) 35:20; Sean Brown, KAC (Udarec s palico) 36:38

- Tretja tretjina:
  - Zadetki: (5) Salzburg: Matthias Trattnig (Jeremy Rebek) PP1 41:23; (3) KAC: Jeff Tory (Kirk Furey) PP1 45:53; (6) Salzburg: Manuel Latusa SH1, EN 59:04
  - Kazni: Mike Pellegrims, KAC (Grobost) 40:40; Lee Sweatt, Salzburg (Visoka palica) 45:21; Lee Sweatt, Salzburg (Nepravilno oviranje) 48:13; Andrew Schneider, KAC (Simuliranje prekrška) 52:26; Mike Siklenka, Salzburg (Nepravilno oviranje) 52:26; Herbert Ratz, KAC (Zadrževanje s palico) 54:19; Mike Pellegrims, KAC (Napad s telesom) 56:26; Alexander Feichtner, Salzburg (Zavlačevanje igre) 58:59

- Vratarska statistika:
  - Travis Scott - 28 obramb / 34 strelov; 82,3 %
  - Jordan Parise - 33 obramb / 36 strelov; 91,6 %

- Streli po tretjinah:

| Moštvo   | 1. | 2. | 3. | Skupno |
| -------- | -- | -- | -- | ------ |
| KAC      | 10 | 14 | 12 | 36     |
| Salzburg | 15 | 9  | 10 | 34     |

### Četrta tekma
| 29. marec | EC Red Bull Salzburg |  | 1 – 4 |  | EC KAC | Eisarena, Salzburg | Poročilo |  |

- Prva tretjina:
  - Zadetki: (1) KAC: Andrew Schneider (Jeff Tory) PP1 09:18
  - Kazni: Thomas Koch, Salzburg (Visoka palica, 2 + 2) 04:56; Andrew Schneider, KAC (Nalet s palico) 05:37; David Schuller, KAC (Spotikanje) 07:08; Mike Siklenka, Salzburg (Držanje) 08:52; Daniel Welser, Salzburg (Checking to the head and neck Area, 2 + 10) 09:52

- Druga tretjina:
  - Zadetki: (2) KAC: Gregor Hager (Andrew Schneider, Michael Craig) 25:40
  - Kazni: Paul Schellander, KAC (Držanje) 21:27; Sean Brown, KAC (Nalet s palico) 21:53; Johannes Reichel, KAC (Napad s telesom) 26:43; Daniel Welser, Salzburg (Grobost) 30:52; Sean Brown, KAC (Checking to the head and neck Area, 2 + 10) 33:22; Kirk Furey, KAC (Grobost) 39:13; Daniel Welser, Salzburg (Grobost) 39:13

- Tretja tretjina:
  - Zadetki: (1) Salzburg: Alexander Feichtner (John Hughes) 47:11; (3) KAC: Gregor Hager (Warren Norris) 48:41; (4) KAC: Christoph Harand (Paul Schellander) 55:51
  - Kazni: Michael Craig, KAC (Spotikanje) 41:14; Adrian Foster, Salzburg (Nepravilno oviranje) 44:55; Warren Norris, KAC (Zaustavljanje ob ogradi) 52:06; Philipp Pinter, Salzburg (Visoka palica) 59:05

- Vratarska statistika:
  - Jordan Parise - 19 obramb / 23 strelov; 82,6 %
  - Travis Scott - 28 obramb / 29 strelov; 96,6 %

- Streli po tretjinah:

| Moštvo   | 1. | 2. | 3. | Skupno |
| -------- | -- | -- | -- | ------ |
| Salzburg | 7  | 12 | 10 | 29     |
| KAC      | 7  | 7  | 9  | 23     |

### Peta tekma
| 31. marec | EC KAC |  | 3 – 0 |  | EC Red Bull Salzburg | Stadthalle, Celovec | Poročilo |  |

- Prva tretjina:
  - Zadetki:
  - Kazni: Christoph Harand, KAC (Držanje) 04:58; Thomas Koch, Salzburg (Držanje palice) 05:42; Herbert Ratz, KAC (Napad s telesom) 10:07; Mike Siklenka, Salzburg (Nepravilno oviranje) 15:09; Gregor Hager, KAC (Zaustavljanje ob ogradi) 15:20; Mario Scalzo (Checking to the head and neck Area, 2 + 10) 18:24; Gregor Hager, KAC (Napad od zadaj, 2 + 20) 18:43

- Druga tretjina:
  - Zadetki: (1) KAC: Sean Brown (Andrew Schneider, Michael Craig) 22:30
  - Kazni: Adrian Foster, Salzburg (Visoka palica) 20:03; Ryan McDonough, Salzburg (Zadrževanje s palico) 21:47; Oskars Cibulskis, Salzburg (Nepravilno oviranje) 23:41; Thomas Hundertpfund, KAC (Nepravilno oviranje) 29:37; Kirk Furey, KAC (Zavlačevanje igre) 33:21; Sean Brown, KAC (Spotikanje) 36:36

- Tretja tretjina:
  - Zadetki: (2) KAC: Warren Norris (Paul Schellander, Thomas Hundertpfund) 55:07; (3) KAC: Andrew Schneider EN 59:58
  - Kazni: ?, Salzburg (Preveč igralcev na ledu) 50:45; Matthias Trattnig, Salzburg (Nalet s palico) 57:33

- Vratarska statistika:
  - Travis Scott - Shutout (3. v končnici) ? obramb / ? strelov; ??,?%
  - Jordan Parise - ? obramb / ? strelov; ??,?%

- Streli po tretjinah:

| Moštvo   | 1. | 2. | 3. | Skupno |
| -------- | -- | -- | -- | ------ |
| KAC      | 10 | 10 | ?  | ?      |
| Salzburg | 10 | 10 | ?  | ?      |

### Šesta tekma
| 2. april | EC Red Bull Salzburg |  | 3 - 2 | OT | EC KAC | Eisarena, Salzburg | Poročilo |  |

- Prva tretjina:
  - Zadetki:
  - Kazni: Manuel Geier, KAC (Zaustavljanje ob ogradi) 03:34; Sean Brown, KAC (Zavlačevanje igre) 08:06; Daniel Welser, Salzburg (Zadrževanje s palico) 10:07; Lee Sweatt, Salzburg (Napad s telesom) 15:39; Manuel Latusa, Salzburg (Spotikanje) 17:26

- Druga tretjina:
  - Zadetki: (1) Salzburg: Patrick Harand (Darryl Bootland, John Hughes) 21:56; (1) KAC: Jeff Tory (Andrew Schneider, David Schuller) PP1 38:08
  - Kazni: Darryl Bootland, Salzburg (Spotikanje) 36:26

- Tretja tretjina:
  - Zadetki: (2) KAC: Andrew Schneider (Manuel Geier, Jeff Tory) 40:36; (2) Salzburg: Darryl Bootland 58:52
  - Kazni:

- Prvi podaljšek:
  - Zadetki: (3) Salzburg: Darryl Bootland PP1 61:39
  - Kazni: Stefan Geier, KAC (Preveč igralcev na ledu) 60:00

- Vratarska statistika:
  - Jordan Parise - 28 obramb / 30 strelov; 93,3 %
  - Travis Scott - 26 obramb / 29 strelov; 89,6 %

- Streli po tretjinah:

| Moštvo   | 1. | 2. | 3. | 1. OT | Skupno |
| -------- | -- | -- | -- | ----- | ------ |
| KAC      | 7  | 9  | 14 | 0     | 30     |
| Salzburg | 7  | 8  | 12 | 2     | 29     |

### Sedma tekma
| 5. april | EC KAC |  | 2 - 1 |  | EC Red Bull Salzburg | Stadthalle, Celovec | Poročilo |  |

- Prva tretjina:
  - Zadetki:
  - Kazni: Stephane Julien, Salzburg (Zadrževanje s palico) 01:56; Daniel Welser, Salzburg (Napad od zadaj, 2 + 10) 10:28; Mike Pellegrims, KAC (Zaustavljanje ob ogradi) 14:31

- Druga tretjina:
  - Zadetki: (1) KAC: Andrew Schneider (Jeff Tory) 34:56
  - Kazni:

- Tretja tretjina:
  - Zadetki: (1) Salzburg: Patrick Harand (Thomas Koch) 44:01; (2) KAC: Christoph Harand (Raphael Herburger) 44:14
  - Kazni: Jeff Tory, KAC (Udarec s palico) 48:18; Sean Brown, KAC (Checking to the head and neck Area, 2 + 10) 52:59; Mike Siklenka, Salzburg (Držanje) 54:48

- Vratarska statistika:
  - Travis Scott - 35 obramb / 36 strelov; 97,2 %
  - Jordan Parise - 25 obramb / 27 strelov; 92,5 %

- Streli po tretjinah:

| Moštvo   | 1. | 2. | 3. | Skupno |
| -------- | -- | -- | -- | ------ |
| KAC      | 10 | 11 | 6  | 27     |
| Salzburg | 9  | 13 | 14 | 36     |

## Postavi

### EC Red Bull Salzburg
| Vratarji | Vratarji                | Vratarji       | Vratarji    | Vratarji                  | Vratarji |
| -------- | ----------------------- | -------------- | ----------- | ------------------------- | -------- |
| #        |                         | Igralec        | Boljša roka | Kraj rojstva              |          |
| 30       | Avstrija                | Thomas Höneckl | leva        | Schwarzach, Avstrija      |          |
| 37       | Združene države Amerike | Jordan Parise  | leva        | Faribault, Minnesota, ZDA |          |

| Branilci | Branilci                | Branilci         | Branilci    | Branilci                          | Branilci |
| -------- | ----------------------- | ---------------- | ----------- | --------------------------------- | -------- |
| #        |                         | Igralec          | Boljša roka | Kraj rojstva                      |          |
| 3        | Združene države Amerike | Lee Sweatt       | leva        | Elburn, Illinois, ZDA             |          |
| 17       | Švedska                 | Viktor Lindgren  | leva        | Luleå, Švedska                    |          |
| 18       | Latvija                 | Oskars Cibulskis | leva        | Riga, Latvija                     |          |
| 22       | Kanada                  | Stéphane Julien  | desna       | Shawinigan, Quebec, Kanada        |          |
| 23       | Kanada                  | Mike Siklenka    | leva        | Meadow Lake, Saskatchewan, Kanada |          |
| 57       | Avstrija                | Wilhelm Lanz     | desna       | Salzburg, Avstrija                |          |
| 72       | Avstrija                | Jeremy Rebek     | leva        | Sault Ste. Marie, Ontario, Kanada |          |
| 79       | Kanada                  | Mario Scalzo     | leva        | Saint-Hubert Quebec, Kanada       |          |

| Napadalci | Napadalci | Napadalci           | Napadalci | Napadalci   | Napadalci                   | Napadalci |
| --------- | --------- | ------------------- | --------- | ----------- | --------------------------- | --------- |
| #         |           | Igralec             | Položaj   | Boljša roka | Kraj rojstva                |           |
| 7         | Kanada    | Adrian Foster       | F         | leva        | Lethbridge, Alberta, Kanada |           |
| 9         | Avstrija  | Thomas Koch         | F         | leva        | Celovec, Avstrija           |           |
| 15        | Avstrija  | Manuel Latusa       | F         | leva        | Dunaj, Avstrija             |           |
| 16        | Avstrija  | Patrick Harand      | LW        | leva        | Dunaj, Avstrija             |           |
| 20        | Avstrija  | Daniel Welser       | RW        | leva        | Celovec, Avstrija           |           |
| 32        | Avstrija  | Philipp Ullrich     |           | leva        |                             |           |
| 47        | Kanada    | Darryl Bootland     | RW        | desna       | Schomberg, Ontario, Kanada  |           |
| 50        | Avstrija  | Mario Fischer       | F         | leva        | Salzburg, Avstrija          |           |
| 51        | Avstrija  | Matthias Trattnig   | F         | leva        | Gradec, Avstrija            |           |
| 56        | Kanada    | Ryan McDonough      | LW        | leva        | Etobicoke, Ontario, Kanada  |           |
| 58        | Avstrija  | Alexander Feichtner |           | leva        |                             |           |
| 72        | Kanada    | John Hughes         | C         | desna       | Whitby, Ontario, Kanada     |           |
| 85        | Avstrija  | Philipp Pinter      | LW        | desna       | Celovec, Avstrija           |           |
| 86        | Avstrija  | Martin Mairitsch    | F         | desna       | Hohenems, Avstrija          |           |
| 87        | Avstrija  | Fabian Ecker        |           | leva        |                             |           |
| 91        | Avstrija  | Dominique Heinrich  |           | leva        |                             |           |
| 96        | Avstrija  | Martin Ulmer        | F         | leva        | Kloten, Švica               |           |